# Joseph Bramah

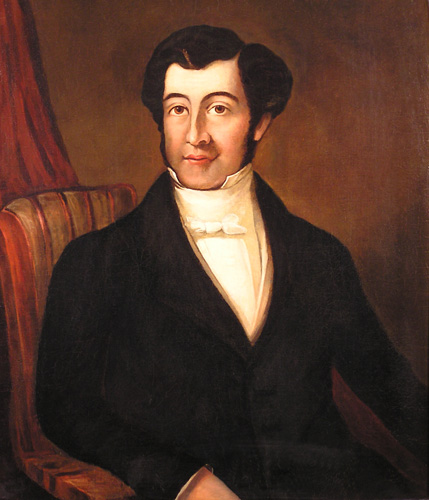
Joseph Bramah, 1778

Joseph Bramah (* 13. April 1748 in Stainborough Lane Farm, Wentworth, South Yorkshire, England; † 9. Dezember 1814 in Pimlico, London) gehört zu den großen Ingenieurspersönlichkeiten der industriellen Revolution in England.
Als Kind war er eigentlich für die Arbeit auf dem väterlichen Bauernhof vorgesehen gewesen, doch im Alter von 16 Jahren verletzte er sich am Fußgelenk, so dass er zeit seines Lebens hinkte und nicht mehr in der Landwirtschaft arbeiten konnte. Schon als Kind hatte er selbst Musikinstrumente entworfen und gebaut. Nach seinem Unfall gab man ihn beim Dorfschreiner in die Lehre, bei dem er seine handwerkliche Grundausbildung absolvierte.
Bramah war ein Universalgenie und machte sich besonders durch Erfindungen in der Hydraulik verdient. Er erfand eine hydraulische Presse, Pumpen für Wasserwerke und ersann die Zapfanlage, mit der noch bis heute in allen Pubs des Vereinigten Königreiches Bier ausgeschenkt wird. Sein Einfallsreichtum erscheint beinahe grenzenlos und zu seinen weiteren Patenten gehören eine Maschine zum Nummerieren von Banknoten und ein Gerät zum Anspitzen von Gänsefedern zum Schreiben.
Im Jahre 1805 ließ Bramah die erste Rundsiebpapiermaschine patentieren.
Bramahs Werkstätten waren die „Think Tanks“ der Frühindustrialisierung. Dort arbeitete auch der junge Henry Maudslay, der als Erfinder der Präzisionsdrehmaschine einen entscheidenden Beitrag zur Entwicklung der modernen Werkzeugmaschinen leistete.